# Ketting (Denemarken)
Ketting is een plaats in de Deense regio Zuid-Denemarken, gemeente Sønderborg, en telt 438 inwoners (2008). Het dorp ligt op het eiland Als. Op een natuurlijke heuvel midden in het dorp staat de Kerk van Ketting.